# Élections européennes de 2014 en Finlande
Les élections européennes de 2014 ont eu lieu entre le 22 et le 25 mai selon les pays, et le dimanche 25 mai 2014 en Finlande. Ces élections étaient les premières depuis l'entrée en vigueur du Traité de Lisbonne qui a renforcé les pouvoirs du Parlement européen et modifié la répartition des sièges entre les différents États-membres. Néanmoins, les Finlandais ont élu 13 députés européens, autrement-dit, le même nombre qu'en 2009.

## Mode de scrutin

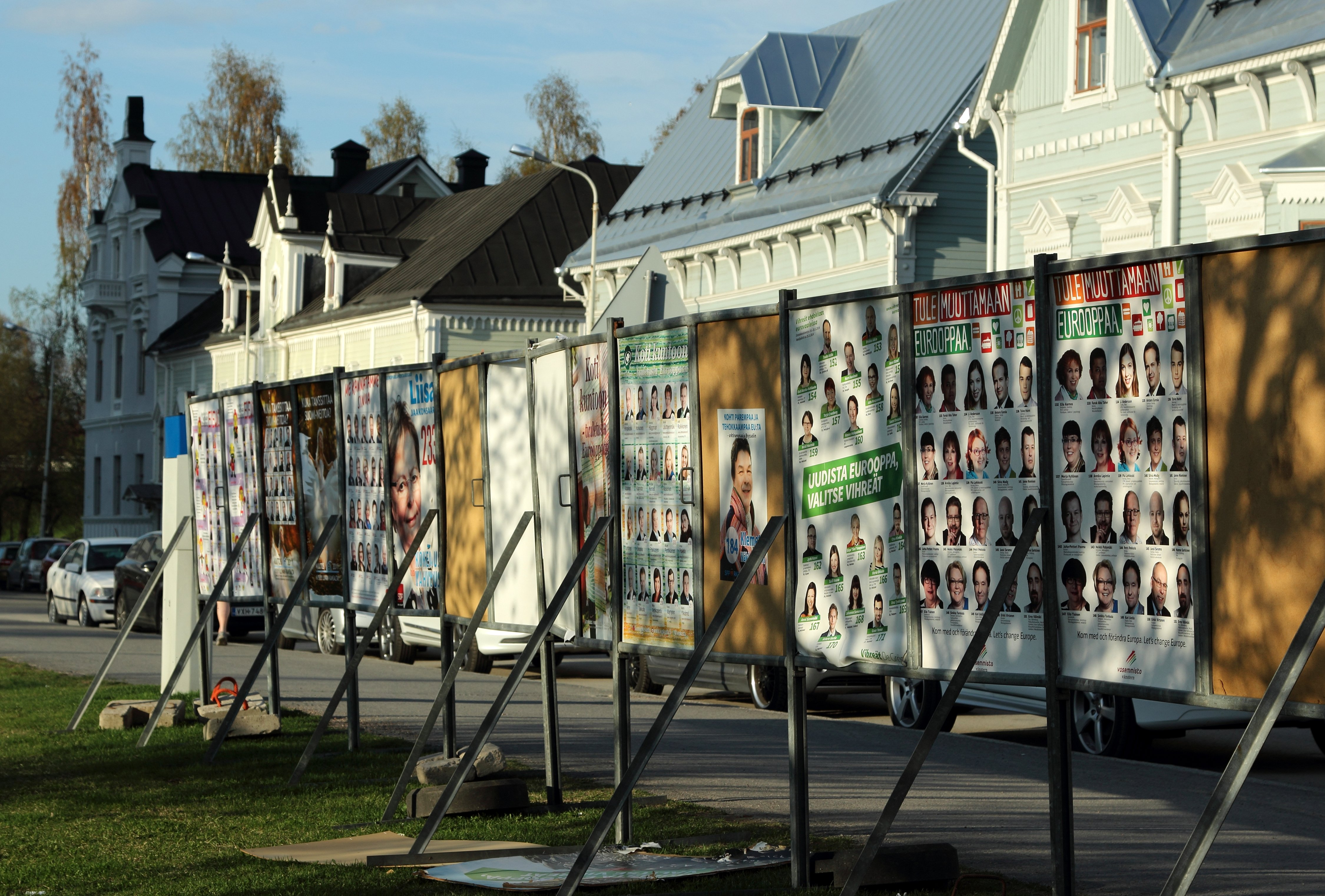
Affiches électorales à Oulu

La Finlande utilise lors des élections européens un système de représentation proportionnelle avec vote préférentiel (nommé « voix locomotives » en finnois) à l'échelle du pays. Les partis présentent des listes ouvertes, ce qui signifie que les électeurs peuvent panacher, en votant pour des candidats de différentes listes. Lors du dépouillement, les suffrages reçus par chaque candidat sont comptés premièrement pour le parti et deuxièmement pour les candidats. La distribution des sièges est effectuée selon la méthode d'Hondt et les candidats sont sélectionnés sur la base de leur rang de popularité (suffrages reçus individuellement) à l'intérieur des listes participant à la distribution des sièges.

## Candidats
Les députés européens sortants sont indiqués en gras.
|                                    | Parti de la coalition nationale (KOK)     | Jari Andersson, Antti Häkkänen, Pertti Hemmilä, Pia Kauma, Eija-Riitta Korhola, Arto Ojala, Sirpa Pietikäinen, Thai Quach, Aura Salla, Petri Sarvamaa, Lisa Sounio-Ahtisaari, Alexander Stubb, Mari-Leena Talvitie, Henna Virkkunen                                                                                                 |
|                                    | Parti du centre (Kesk)                    | Johannes Hirvaskoski, Petri Honkonen, Johanna Häggman, Anneli Jäätteenmäki, Antti Kaikkonen, Elsi Katainen, Timo Kaunisto, Ann-Mari Kemell, Hanna Kosonen, Elina Lappalainen, Sanna Lehtinen, Jouni Ovaska, Antti Pakkanen, Mikael Pentikäinen, Hannu Takkula, Mirja Vehkaperä, Paavo Väyrynen, Martin Ylikännö                     |
|                                    | Parti social-démocrate (SDP)              | Timo Harakka, Liisa Jaakonsaari, Mikael Jungner, Ilkka Kantola, Kimmo Kiljunen, Johannes Koskinen, Miapetra Kumpula-Natri, Janne Laulumaa, Riitta Myller, Tuula Peltonen, Kaisa Penny, Nasima Razmyar, Mitro Repo, Eero Vainio, Thomas Wallgren                                                                                     |
|                                    | Ligue verte (Vihr)                        | Touko Aalto, Outi Alanko-Kahiluoto, Harri Auvinen, Anne Bland, Tarja Cronberg, Satu Haapanen, Hanna Holopainen, Saara Ilvessalo, Jyrki Kasvi, Sirpa ”Siru” Kauppinen, Otso Kivekäs, Tuuli Kousa, Maria Ohisalo, Anni Sinnemäki, Johanna Sumuvuori, Oras Tynkkynen, Antero Vartia, Ozan Yanar                                        |
|                                    | Vrais Finlandais (PS)                     | Juho Eerola, Simon Elo, Jussi Halla-aho, Erkki Havansi, Laura Huhtasaari, Toimi Kankaanniemi, Kimmo Kivelä, Jani Kolehmainen, Marko Kulpakko, Maria Lohela, Anne Louhelainen, Ilkka Matinpalo, Pirkko Mattila, Piritta Poikonen, Sakari Puisto, Pirkko Ruohonen-Lerner, Sampo Terho, Maria Tolppanen, Mauno Vanhala, Juha Väätäinen |
|                                    | Parti populaire suédois de Finlande (SFP) | Böling Alina, Silja Borgarsdóttir Sandelin, Christina Gestrin, Åsa Gustafsson, Mia Heijnsbroek-Wiren, Sven Jerkku, Britt Lundberg, Niklas Mannfolk, Björn Månsson, Wivan Nygård-Fagerudd, Mats Nylund, Klemetti Näkkäläjärvi, Michael Oksanen, Marcus Rantala, Päivi Storgård, Nils Torvalds, Bo-Göran Åstrand                      |
|                                    | Alliance de gauche (VAS)                  | Eila Aarnos, Li Andersson, Antero Eerola, Toivo Haimi, Merja Kyllönen, Annika Lapintie, Pia Lohikoski, Janne Nieminen, Juha-Petteri, Pasma, Heikki Patomäki, Petri Pekkola, Hanna Sarkkinen, Eila Tiainen, Sinikka Torkkola, Kari Uotila, Erkki Virtanen, Erno Välimäki                                                             |
|                                    | Chrétiens-démocrates (KD)                 | Pirkka Aalto, Sauli Ahvenjärvi, Niklas Andersson, Marjo Anttoora, Sari Behm, Sari Essayah, Tom Himanen, Jouko Jääskeläinen, Timo Keskitalo, Jukka-Pekka Kuokkanen, Marjo Loponen, Andrei Nahkala, Laura Peuhkuri, Mia Puolimatka, Juha Richter, Jere Riikonen, Päivi Räsänen, Birgitta Silvennoinen, Tiina Tuomela, Peter Östman    |
|                                    | Parti de l'indépendance (IPU)             | Roland Berg, Jan Finskas, Jon Hellevig, Pasi Hentunen, Stefan Holm, Alexander Holthoer, Juhani Honkonen, Timo Isosaari, Veijo Kare, Susanna Kaukinen, Arhi Kuittinen, Saku Mättö, Jarmo Nevalainen, Mauri Nygård, Seppo Papunen, Antti Pesonen, Janus Putkonen, Marika Siltanen, Francesca Vallin, Lena Wiksten                     |
|                                    | Pour les Pauvres (KA)                     | Elina Ahoinpelto, Kaisu Havana, Tiina Parkkinen, Terttu Savola, Eija Togluk |
|                                    | Changement 2011 (M11)                     | Helena Eronen, Kyuu Eturautti, Peter Fryckman, Oili Harjula, Timo Hellman, Matti Järviharju, Kristiina Kalliojärvi, Kimmo Koljonen, Janne Kuisma, Tuukka Kuru, Markus Lehtipuu, Jari Leino, Oula Lintula, Junes Lokka, Sanna Onkamo, Taisto Orre, Eerin Rosenström, Atte Saarela, Antti Tulonen, Jari Väli-Klemelä                  |
|                                    | Parti pirate                              | Ahto Apajalahti, Mikael Böök, Ville Hautakangas, Janne P. Hukkinen, Satu Immonen, Mika Isomaa, Tapani Karvinen, Harri Kivistö, Arto Lampila, Mika Letonsaari, Maria Morri, Pekka Mustonen, Janne Paalijärvi, Petrus Pennanen, Raoul Plommer, Jonna Purojärvi, Ari Ryynänen, Saara Siintola, Peter Sunde, Mira Zarrouk               |
|                                    | Parti de la liberté                       | Kai Aalto, Heimo Alajoki, Esa Lehto, Raimo Leipävuori, Anu Palosaari |
|                                    | Parti communiste de Finlande (SKP)        | Lena Huldén, Timo Jalkanen, Heikki Ketoharju, Tuukka Koirikivi, Miguel López, Pekka Lundgren, Petra Packalén, Tero Pitkä, Susanna Rissanen, Tiina Sandberg, Ritva Sorvali, Simo Suominen, Arjo Suonperä, Juha-Pekka Väisänen, Iida Ylönen, Rita Dahl, Hannu Hyvönen, Matti Laitinen, Tommi Lievemaa, Juhani Tanski                  |
| Indépendants - Kristiina Ilmarinen |                                           | |

## Sondages
| Institut       | Date       | KOK  | Kesk | SDP  | PS   | Vihr | Vas | SFP | KD  | Autres |
| -------------- | ---------- | ---- | ---- | ---- | ---- | ---- | --- | --- | --- | ------ |
| Taloustutkimus | 22.05.2014 | 22,7 | 17,6 | 13,8 | 17,1 | 10,0 | 8,4 | 4,3 | 4,4 | 1,7    |
| Taloustutkimus | 20.03.2014 | 23,8 | 18,1 | 16,3 | 17,8 | 9,7  | 7,2 | 6,5 | 3,6 | 2,6    |
| Tietoykkönen   | 12.01.2014 | 21,1 | 20,8 | 17,5 | 15,9 | 8,9  | 7,2 | 4,1 | 3,3 | 0,9    |
| Taloustutkimus | 21.11.2013 | 22,7 | 21,7 | 15,4 | 17   | 8,1  | 7,1 | 3,5 | 3,6 | 0,9    |

## Résultats

### Répartition

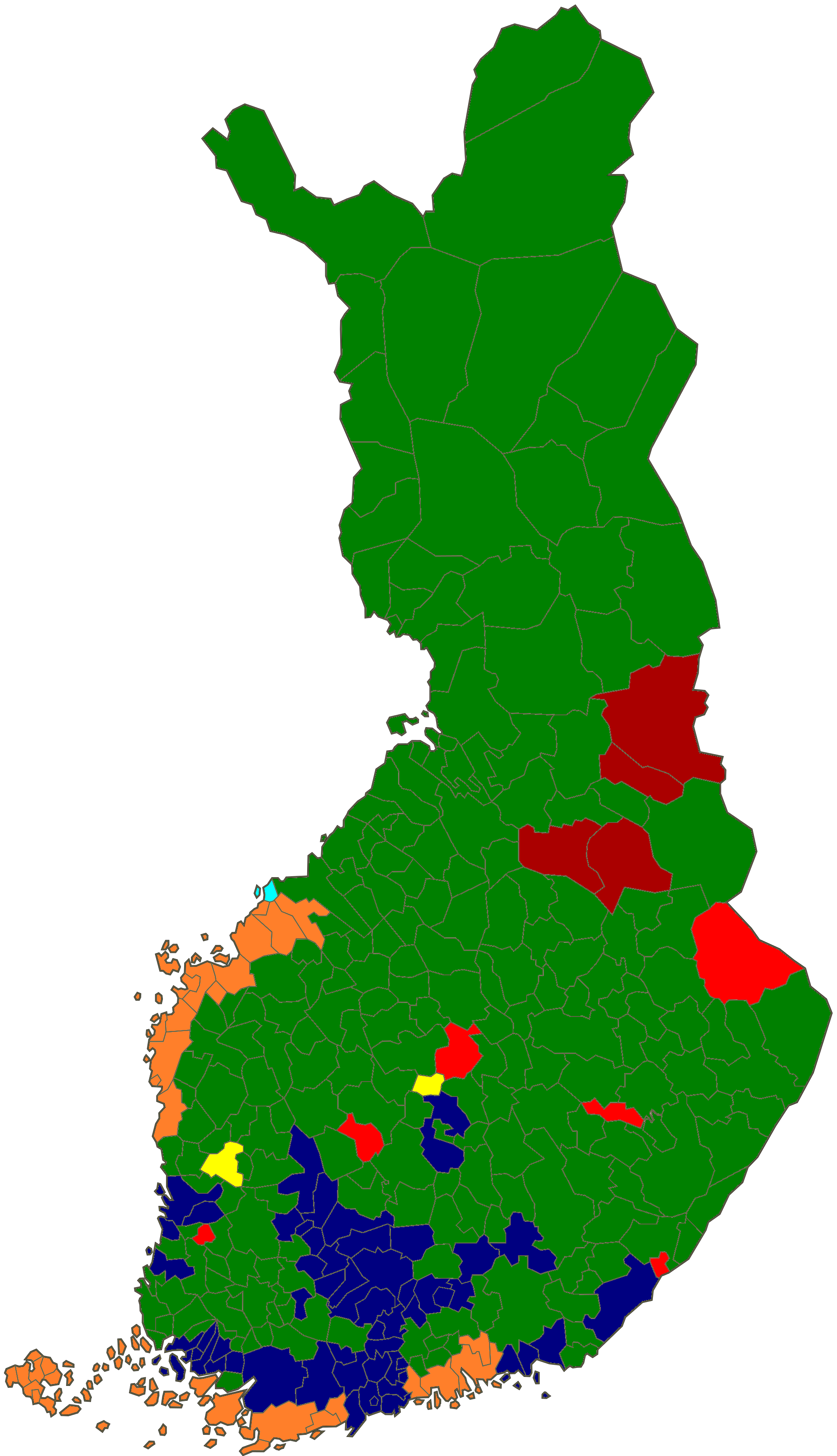
Parti en tête par municipalité:
Parti de la coalition nationale
Parti du centre
Vrais Finlandais
Parti social-démocrate
Alliance de gauche
Parti populaire suédois de Finlande
Chrétiens-démocrates

| ← Élections au Parlement Européen de 2014 |                                           |           |         |        |              |
| Partis                                    | Partis                                    | Voix      | %       | Sièges | Groupe au PE |
|                                           | Parti de la coalition nationale (KOK)     | 390 376   | 22,59   | 3      | PPE          |
|                                           | Parti du centre (Kesk)                    | 339 895   | 19,67 % | 3      | ADLE         |
|                                           | Vrais Finlandais (PS)                     | 222 457   | 12,87 % | 2      | ECR          |
|                                           | Parti social-démocrate (SDP)              | 212 781   | 12,31 % | 2      | S&D          |
|                                           | Ligue verte (Vihr)                        | 161 263   | 9,33 %  | 1      | Verts/ALE    |
|                                           | Alliance de gauche (VAS)                  | 161 074   | 9,32 %  | 1      | GUE/GVN      |
|                                           | Parti populaire suédois de Finlande (SFP) | 116 747   | 6,76 %  | 1      | ADLE         |
|                                           | Chrétiens-démocrates (KD)                 | 90 586    | 5,24 %  | 0      |              |
|                                           | Parti pirate                              | 12 378    | 0,72 %  | 0      |              |
|                                           | Parti communiste de Finlande (SKP)        | 5 932     | 0,34 %  | 0      |              |
|                                           | Parti de l'indépendance (IPU)             | 5 668     | 0,33 %  | 0      |              |
|                                           | Changement 2011 (M11)                     | 4 768     | 0,28 %  | 0      |              |
|                                           | Pour les Pauvres (KA)                     | 2 667     | 0,15 %  | 0      |              |
|                                           | Front bleu et blanc                       | 1 176     | 0,07 %  | 0      |              |
|                                           | Kristiina Ilmarinen                       | 526       | 0,03 %  | 0      |              |
| Total                                     | Total                                     | 1 728 294 | 100 %   | 13     |              |

Source : Ministère de la Justice

### Analyse
Avec une participation de 41 %, les Finlandais se sont rendus aux urnes dans une proportion similaire à celle de 2009 (40,48 %).
Comme en 2009, le Kok et le Kesk sont arrivés en tête du scrutin, remportant chacun trois sièges, faisant ainsi élire l'actuel ministre des affaires européennes Alex Stubb (Kok) et le commissaire sortant Olli Rehn (Kesk). Arrivés en troisième position, les Vrais Finlandais ont obtenu un résultat plus faible que celui que leur attribuaient les sondages avant les élections, mais ont néanmoins fait élire un député européen de plus que l'an passé. Les sociaux-démocrates et les libéraux suédophones ont remporté le même nombre de sièges qu'en 2009, soit deux pour les premiers et un pour les seconds, alors que les écologistes ont perdu l'un de leurs deux sièges.
Enfin, ces élections ont été l'occasion pour l'Alliance de gauche de refaire son entrée au Parlement européen, au détriment des Chrétiens-démocrates qui perdent ainsi leur représentation européenne.
Alex Stubb étant candidat au poste de premier ministre ainsi qu'à la direction du Parti de la coalition nationale lors du congrès de juin 2014, un remaniement ministériel est à attendre.